# جبران نوردهی

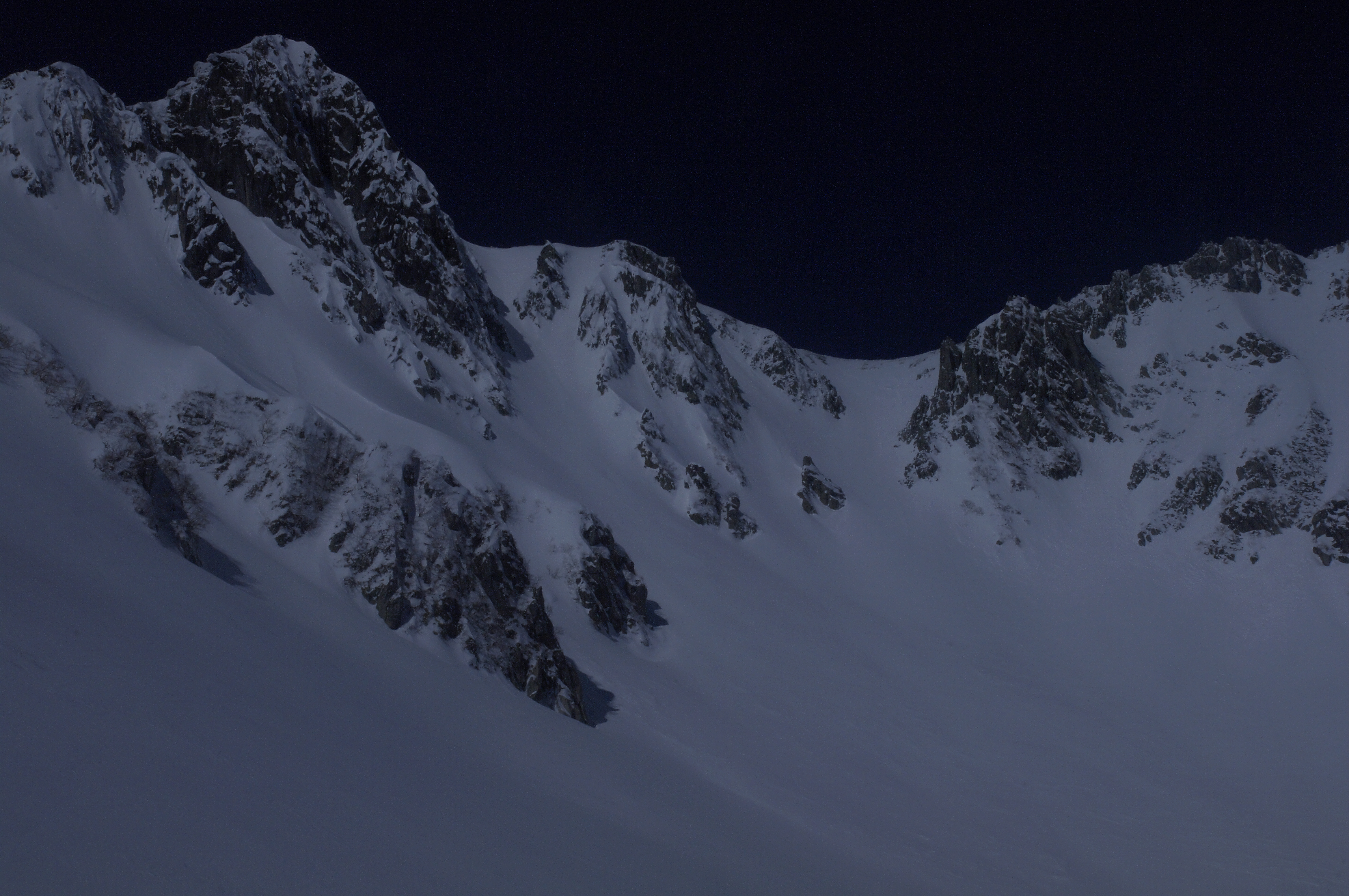
کوه برفی، بدون جبران نوردهی

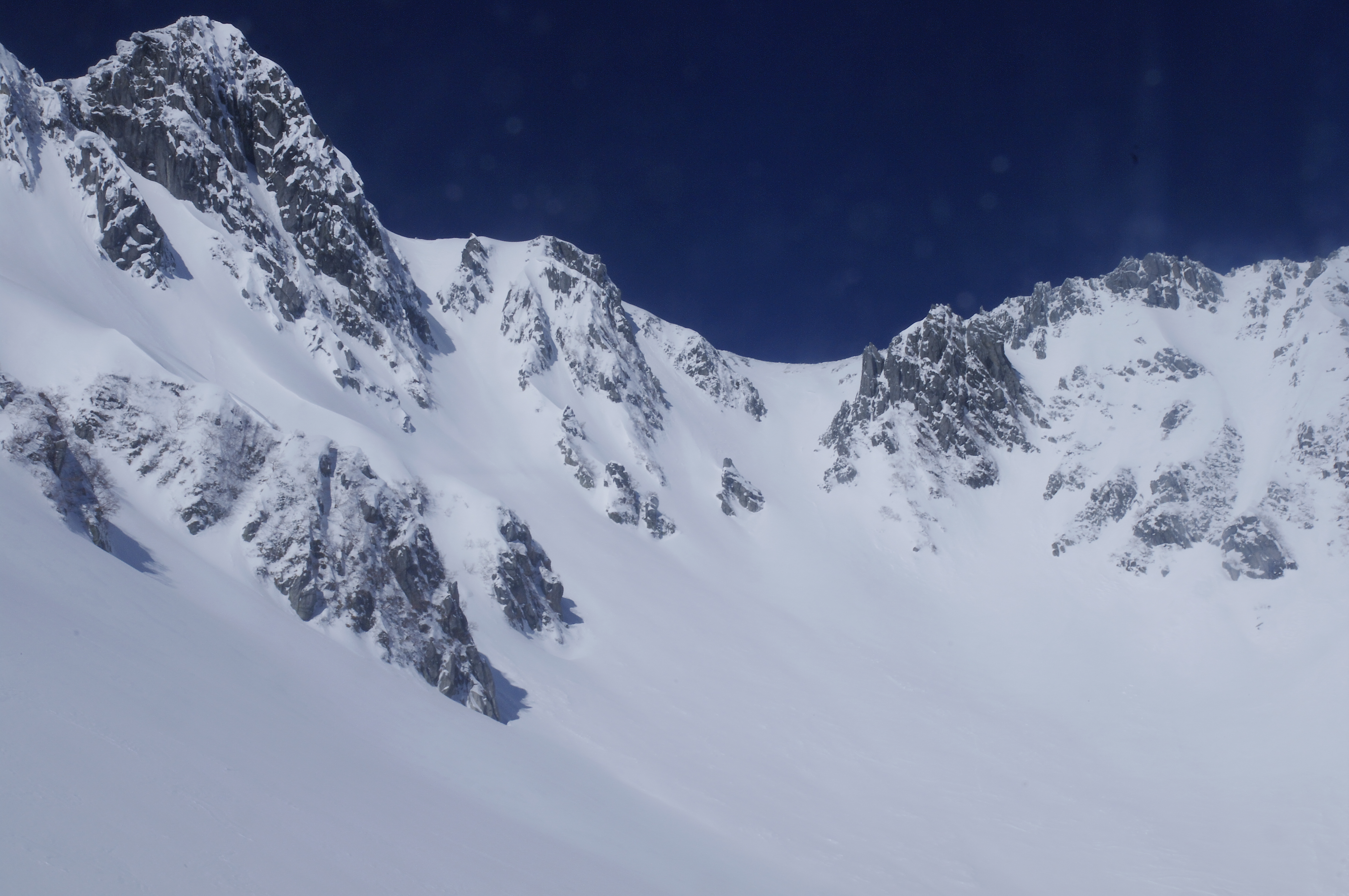
همان کوه، با +2EV پله جبران نوردهی

جبران نوردهی به میزان ضریبی گفته می‌شود که نوردهی عکس را به اندازهٔ ضریب آن، نسبت به مقدارِ نورسنجی شده، افزایش یا کاهش دهد.

## کاربرد جبران نوردهی
هر زمان که صحنه شما به طور قابل توجهی روشن‌تر یا تیره‌تر از خاکستری متوسط جبران نوردهی کاربرد دارد. انحرافات کوچک از خاکستری متوسط مشکل بزرگی نیست، زیرا می‌توانید مشکلات نوردهی ظریف را در هنگام پس از پردازش برطرف کنید. اما حداقل، باید جبران نوردهی را برای صحنه‌های بسیار تاریک و بسیار روشن اعمال کنید. در غیر این صورت، نوردهی‌های شما نامرغوب به نظر می‌رسند و همیشه نمی‌توانید جزئیات از دست رفته را هنگام ویرایش بازیابی کنید.
دلیل دیگری که ممکن است بخواهید از جبران نوردهی استفاده کنید این است که نوردهی «صحیح» را دوست ندارید. برای مثال، ممکن است بخواهید یک صحنه را تاریک کنید تا کمی حالت یا درام به آن اضافه کنید، یا چیزها را برای داشتن ظاهری سبک و مطبوع روشن کنید. عکاسی یک تلاش هنری بسیار ذهنی است، بنابراین اگر می‌خواهید عمداً صحنه خود را کم یا بیش از حد در معرض دید قرار دهید، به هر طریقی آن را انجام دهید.
جبران نوردهی فقط در بخری از حالت‌های دوربین کاربرد دارد اعم از حالت برنامه، حالت تقدم شاتر و حالت تقدم دیافراگم.

## نحوه استفاده از حالت جبران نوردهی در دوربین
اکثر دوربین‌ها دارای یک دکمه +/- هستند که به طور خاص برای جبران نوردهی طراحی شده است. بنابراین دکمه را پیدا کنید و آن را فشار دهید. همانطور که این کار را انجام می‌دهید، دیال اصلی دوربین خود را به راست یا چپ بچرخانید، که باعث کاهش یا افزایش مقدار جبران نوردهی می‌شود. با هر تغییر دیالر، تنظیمات نوردهی معمولاً یک سوم توقف تغییر می‌کند.